# Hirtella lightioides
Hirtella lightioides là một loài thực vật có hoa trong họ Cám. Loài này được Rusby mô tả khoa học đầu tiên năm 1907.